# 哈伊-迪特科韋茨基
50°3′20″N 25°15′44″E / 50.05556°N 25.26222°E
哈伊-迪特科韋茨基（羅馬化：Hai-Ditkovetski）是烏克蘭西部利維夫州佐洛奇夫區布羅德市鎮的村莊。該村面積2.41平方公里，2001年人口533，人口密度每平方公里220.89人。